# Consejo de Estado Superior
El Consejo de Estado Superior es un órgano político libio diseñado por Naciones Unidas en el contexto de la segunda guerra de Libia. Originalmente se concibió como una Cámara alta legislativa, con carácter consultivo, si bien ha extendido unilaterlamente sus funciones, estando por ello su legitimidad discutida. Se encuentra radicado en Trípoli.

## Formación
El Consejo de Estado Superior fue diseñado para poner fin a la rivalidad entre los dos órganos legislativos de Libia durante la guerra de 2014: Cámara de Representantes de Libia y el Congreso General Nacional. Bajo el plan original, la Cámara de Representantes, al ser una asamblea elegida democráticamente, permanecería como el principal órgano legislativo de la nación africana, pero los miembros del Congreso se integrarían en el Consejo de Estado para participar en la elaboración y aprobación de las leyes.
El Congreso General se negó a ratificar el acuerdo de paz, pero el 25 de enero de 2015 la Cámara de Representantes votó a favor de parte del acuerdo (si bien se negó a aprobarlo por completo hasta que se le concediera mayor competencia en materia militar).
Con la llegada del también creado Gobierno de Acuerdo Nacional, el 6 de abril de 2016 un grupo de diputados del Congreso declararon unilateralmente la disolución del órgano y la proclamación del Consejo de Estado, eligiendo a Abdulrahman Sewehli como su Presidente. El 22 de abril, fuerzas que le eran leales tomaron el control de las instalaciones del Congreso, acuartelado en el Hotel Rixos de Trípoli.
La Cámara de Representantes declaró que, como el legítimo parlamento de Libia, era el único órgano con legitimidad para aprobar una reforma constitucional y que, hasta que ello no fuera llevado a cabo, el Consejo de Estado no podía ser formado. El otro bloque del Congreso General, encabezado por Nuri Abu Sahmain, denunció la ilegalidad de la escisión y emitió un comunicado asegurando seguir teniendo la soberanía sobre Libia, si bien en la práctica quedaba disuelto.
Desde entonces, al-Sewehli ha asumido la dirección del Consejo de Estado y, a pesar de que su proclamación no se hizo conforme al Acuerdo Político de Transición libio ni conforme a ninguna ley nacional, ha sido despachado por diplomáticos extranjeros, así como por el enviado de la ONU Martin Kobler.
En septiembre, al-Sewehli declaró unilateralmente que el órgano pasaba a ser la única asamblea legislativa —en vez de ser una Cámara alta— y que la Cámara de Representantes había quedado deslegitimada. La medida no tuvo ninguna repercusión, pues no existía ninguna clase de relación parlamentaria entre ambos cuerpos, pero deterioró aún más las relaciones.
El 14 de octubre, Jalifa al-Ghawil y otros miembros del Congreso General, que inicialmente habían abandonado Trípoli, reaparecieron en la capital con vehículos armados y tomaron de nuevo el control del Hotel Rixos. Puesto que los guardias de la instalación llevaban meses sin cobrar, decidieron rendir el edificio sin oponer resistencia.
El 20 de marzo de 2017, una alianza de milicias relacionadas con el Gobierno de Acuerdo Nacional lanzaron una ofensiva contra las fuerzas cercanas a al-Ghawil y retomaron el Hotel Rixos al-Nasr, forzando al Gobierno de Salvación de nuevo al exilio.